# Chudenice

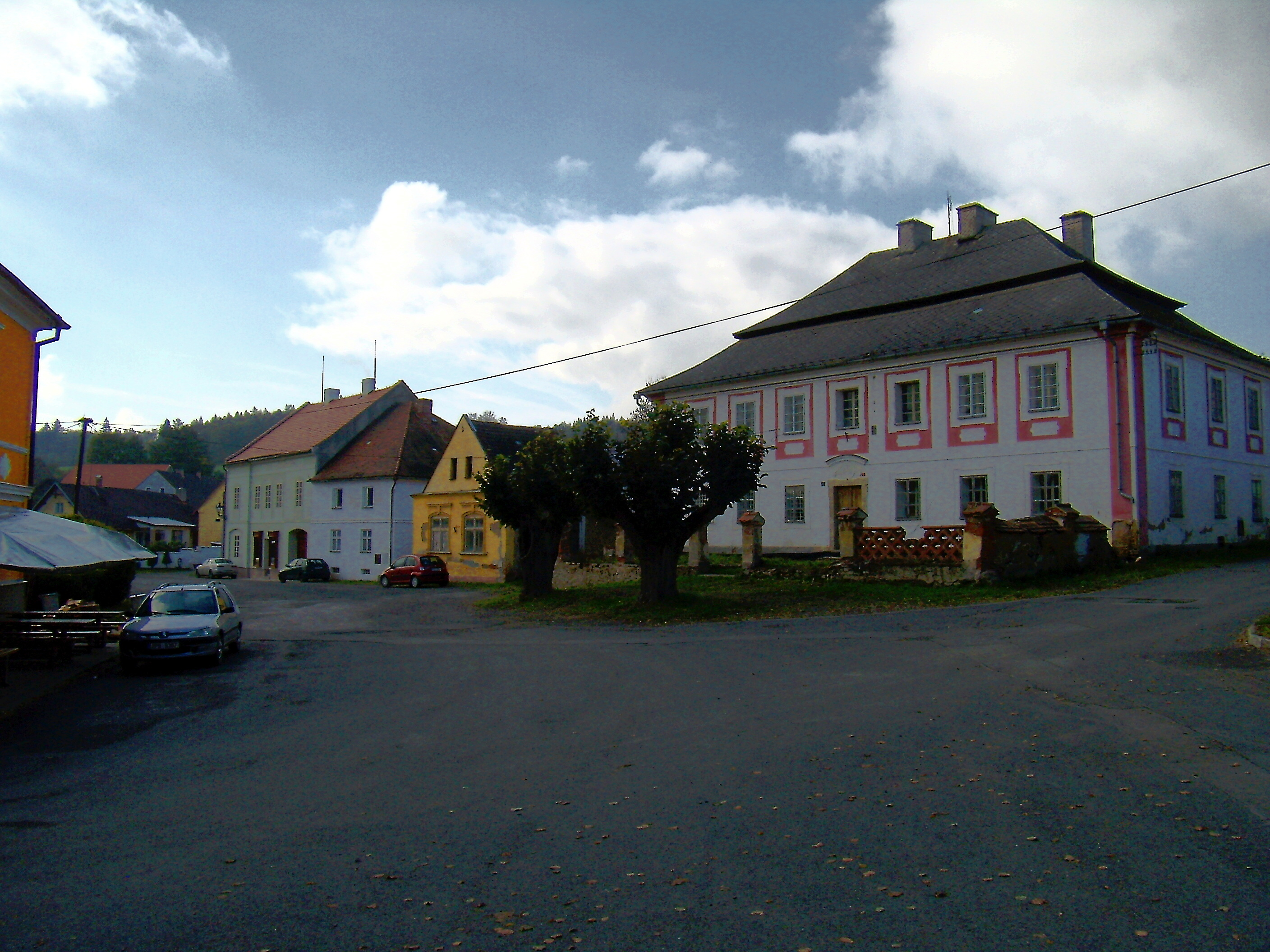
Markt und Pfarrhaus in Chudenice

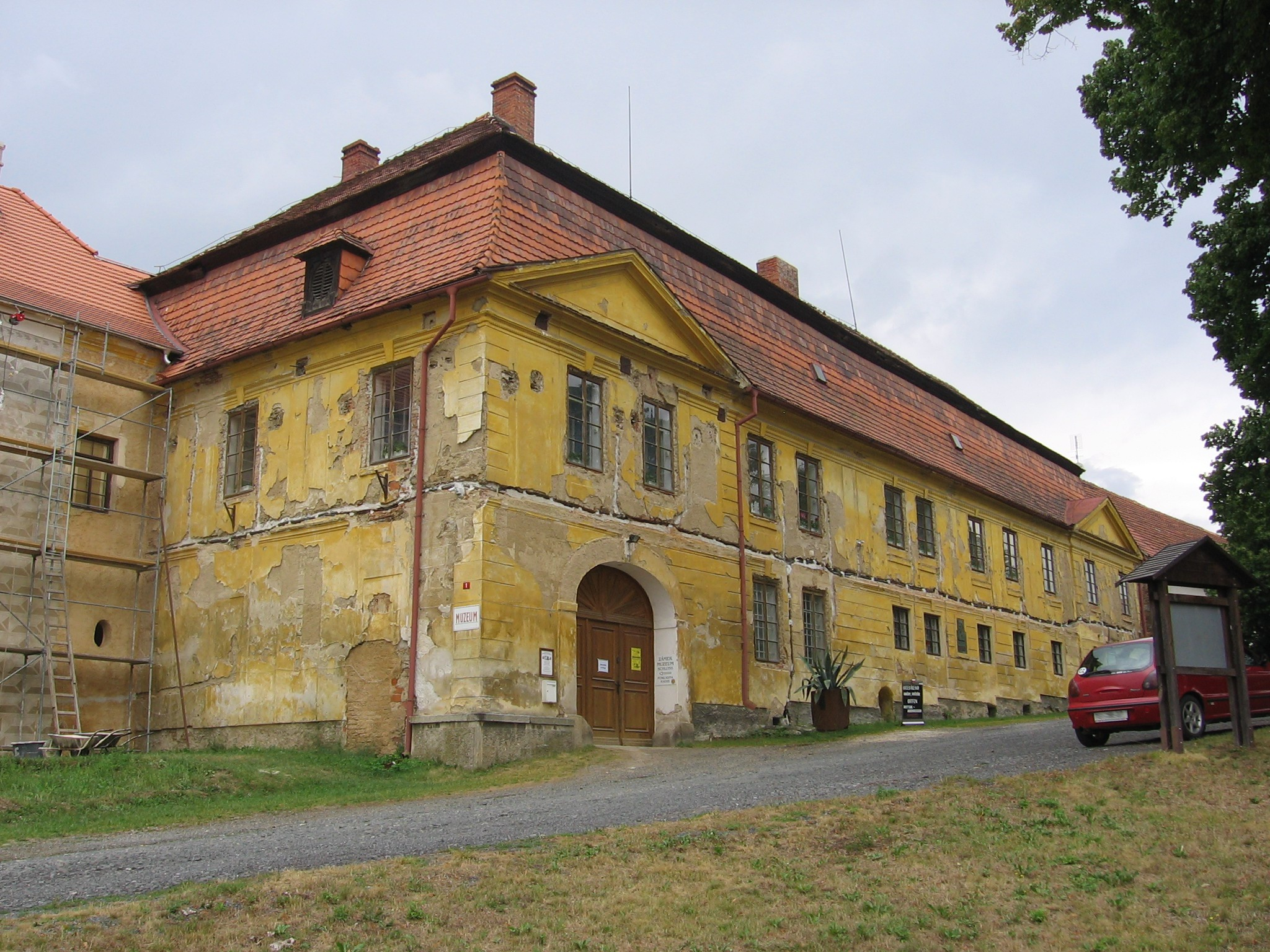
Altes Schloss Chudenice

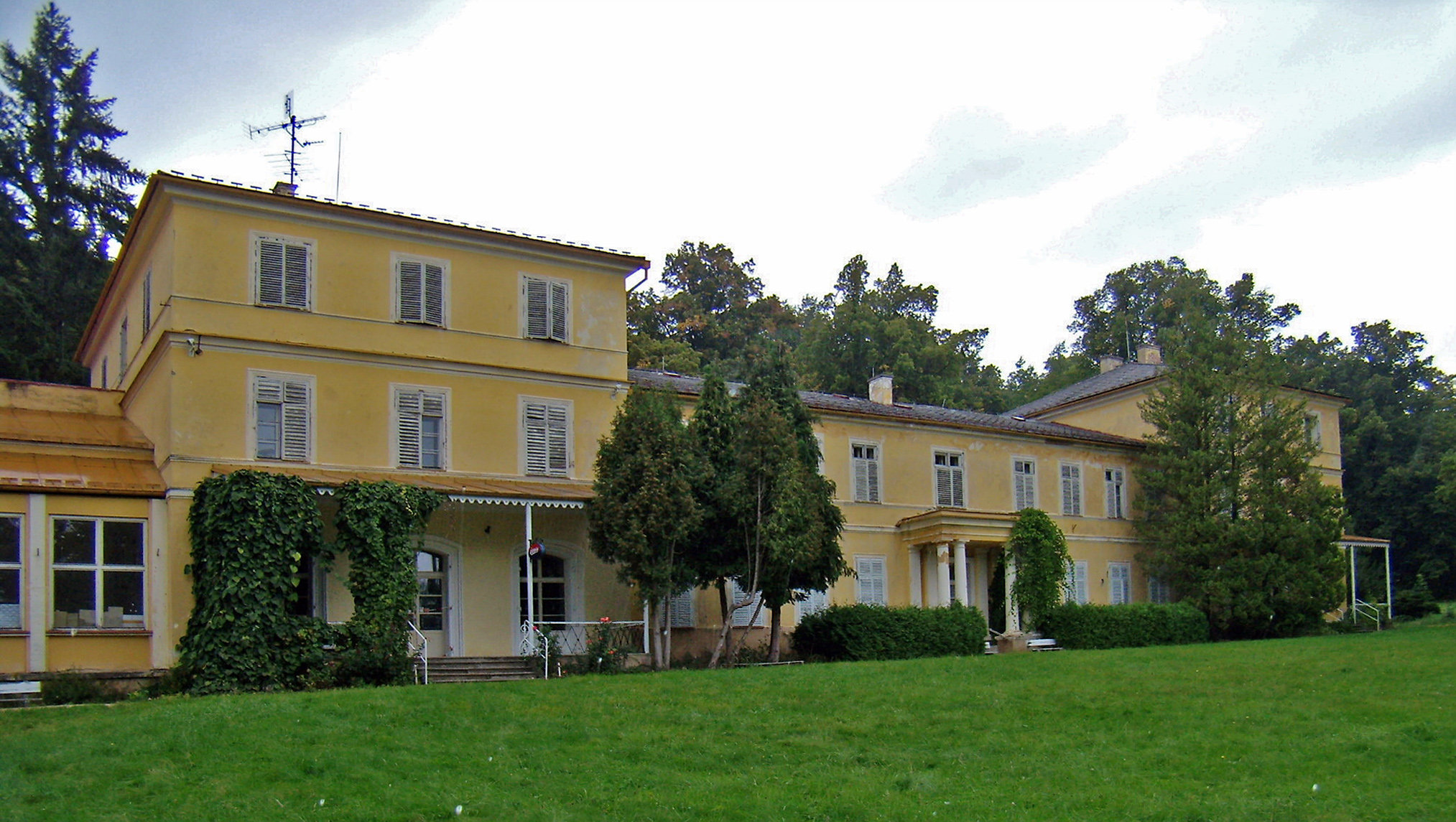
Schloss Lázeň St. Wolfgang

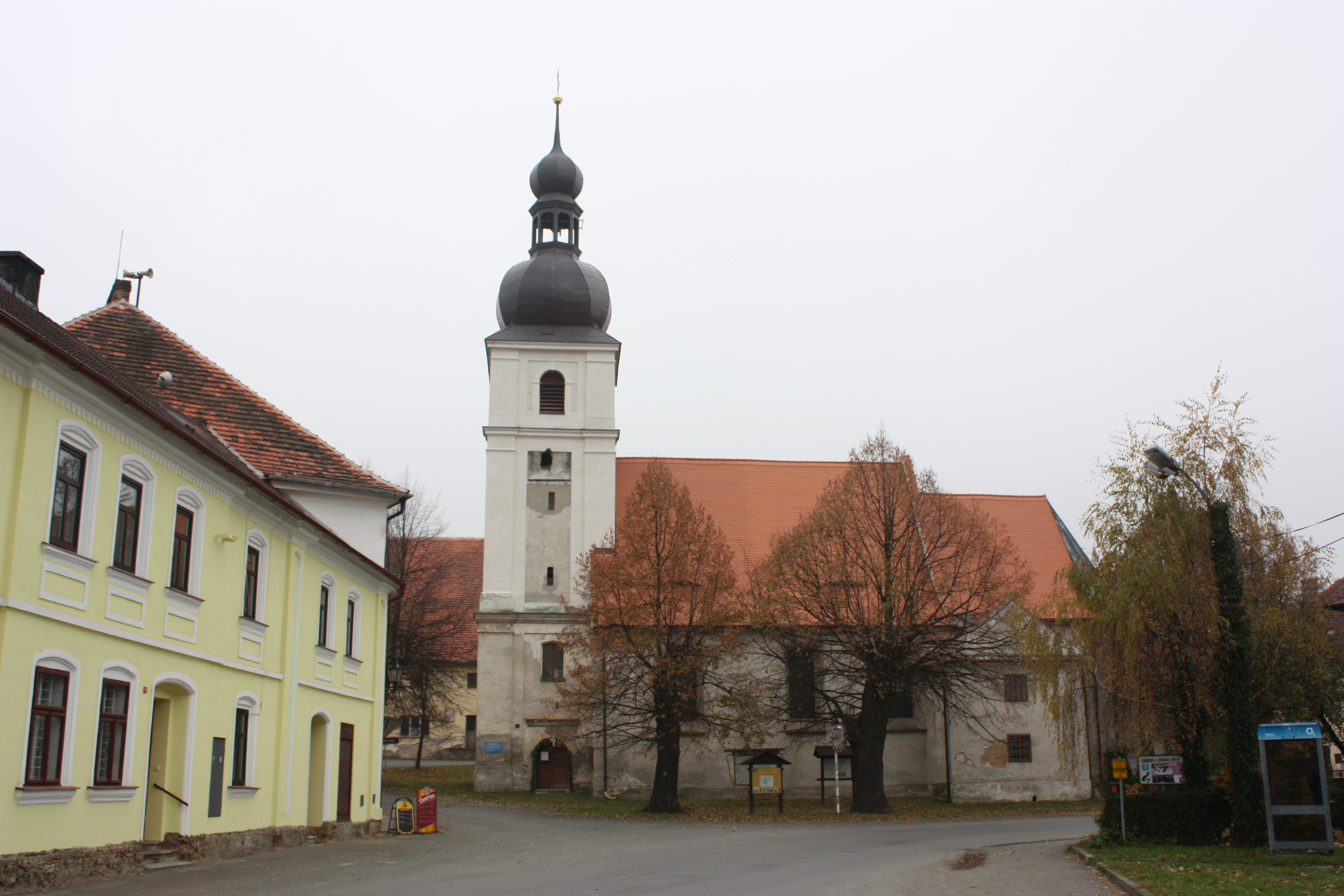
Kirche Johannes des Täufers in Chudenice

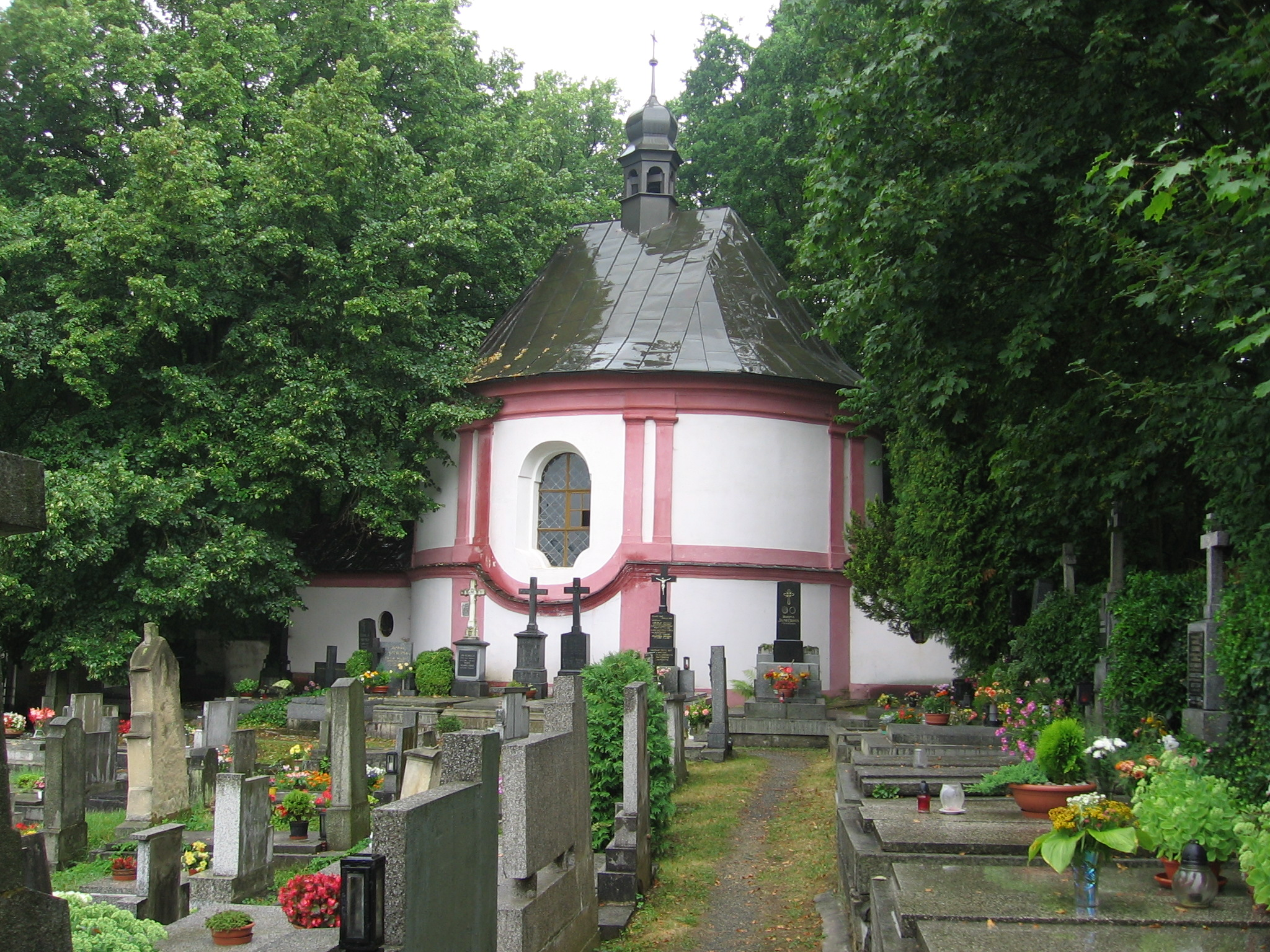
Friedhofskapelle der hl. Anna bei Chudenice

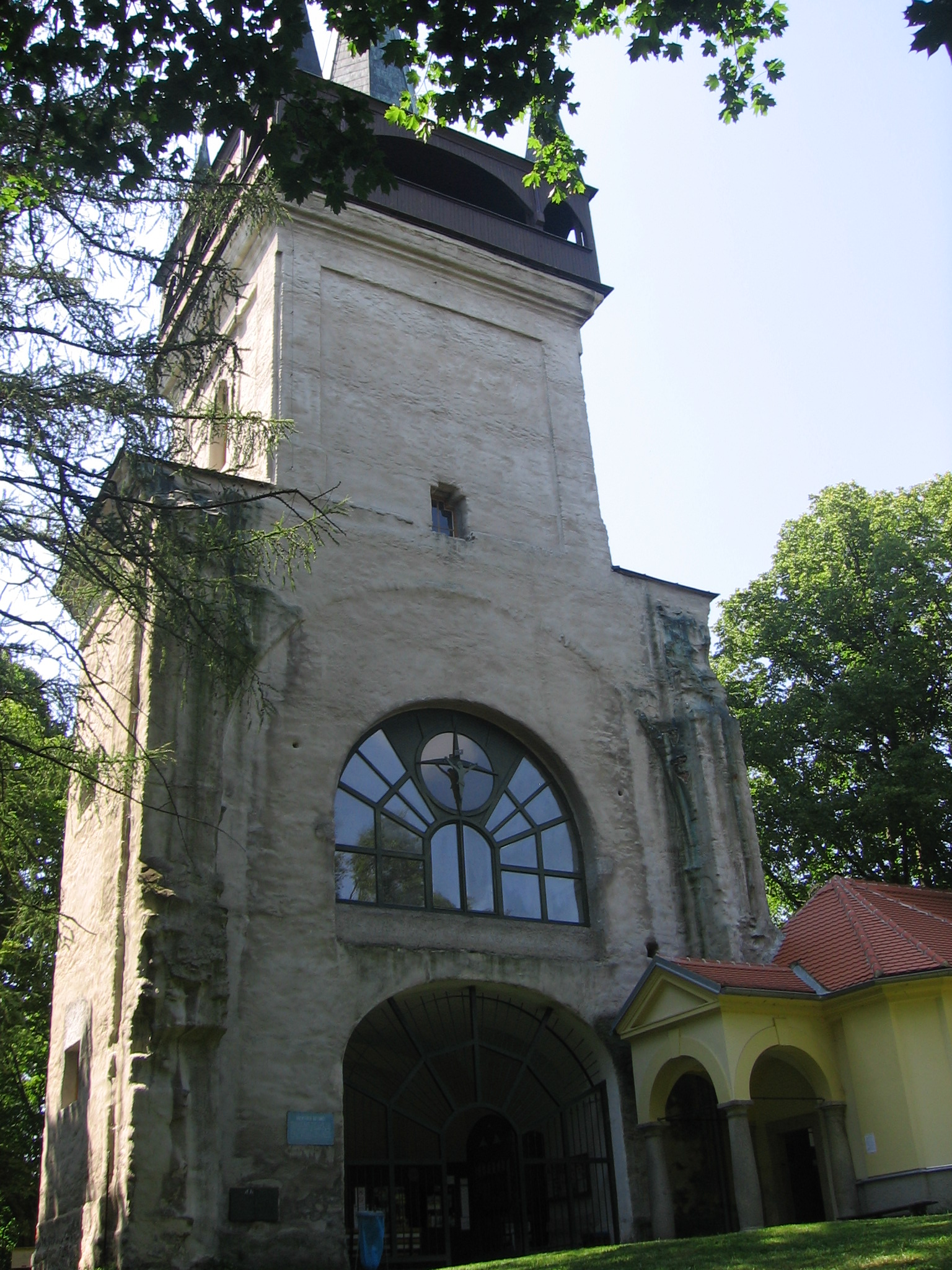
Aussichtsturm Bolfánek

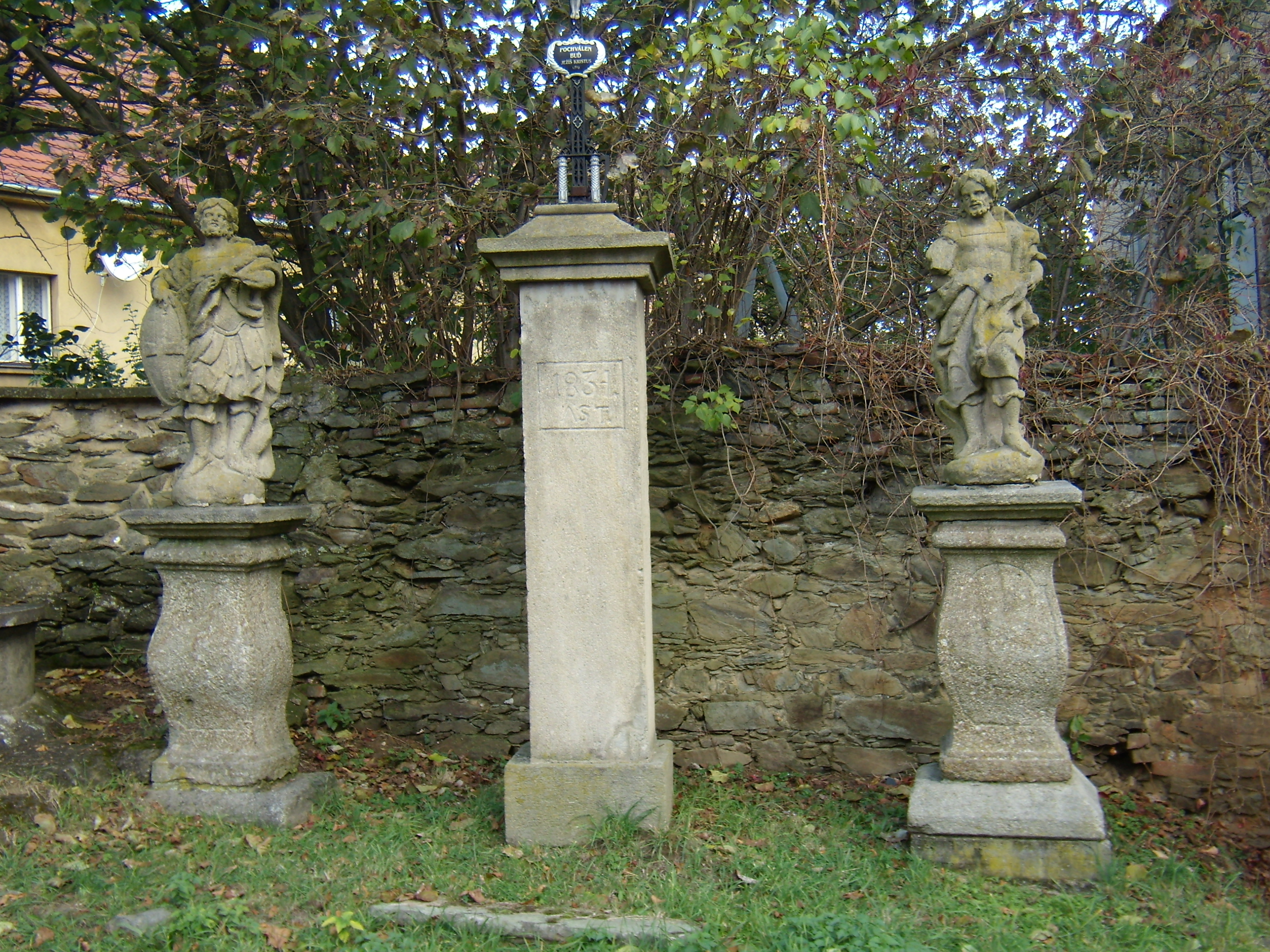
Statuen der hll. Johannes und Paulus

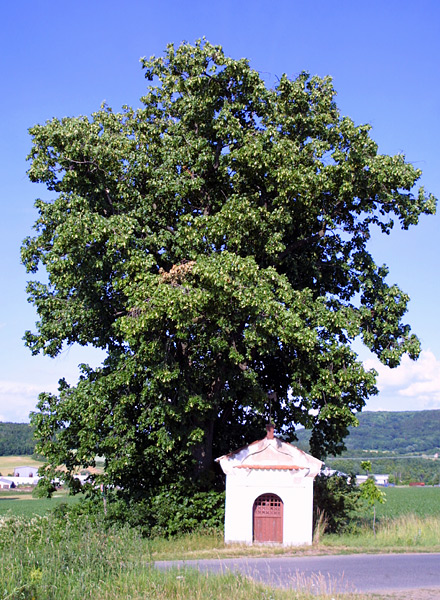
Chudenitzer Linde und Kapelle

Chudenice (deutsch Chudenitz, früher Chudienitz) ist eine Minderstadt in Tschechien. Sie liegt zwölf Kilometer nordwestlich des Stadtzentrums von Klatovy und gehört zum Okres Klatovy.

## Geographie
Chudenice befindet sich im Quellgrund des Baches Chudenický potok in der Chudenická vrchovina (Chudenitzer Bergland). Nördlich erhebt sich die Chudenická hůrka (518 m), im Nordosten der Býšov (548 m) und der Běleč (712 m), östlich der Kramoly (551 m) und der Řičej (696 m), im Südosten der Bělýšov (651 m) und die Doubrava (727 m), südwestlich der Žďár (St. Wolfgang-Berg, 584 m) und im Nordwesten die Radlice (604 m) und die Buková hora (579 m). Durch Chudenice verläuft die Staatsstraße II/184 zwischen Švihov und Kdyně.
Nachbarorte sind Strýčkovice, Přetín, Křenice und Býšov im Norden, Kámen, Ježovy, Trnčí, Mezihoří und Švihov im Nordosten, Podskalí, Chlumská, Bělýšov, Kokšín, Trtštejn, Malechov und Cihelna im Osten, Dolany, Balkovy und Řakom im Südosten, Slatina, Poleňka, Poleň, Bažantnice, Čekanice und Zdeslav im Süden, Lázeň, Pušperk, Lučice, Bezpravovice, Košenice und Všepadly im Südwesten, Únějovice und Chocomyšl im Westen sowie Kaničky, Kaničský Mlýn, Zichov, Těšovice und Výšensko im Nordwesten.

## Geschichte
Chudenice wurde wahrscheinlich durch das altböhmische Geschlecht der Drslavice gegründet, von dem die Adelsgeschlechter Czernin von und zu Chudenitz, von Potštejn, von Žinkovy, von Skály, von Dolany, von Litice und von Riesenberg abstammen. Nach Paprockis O stavu rytířském soll im Jahre 1059 Nikolaus von Chudenitz Besitzer des Ortes gewesen sein. Im Jahre 1193 wurde ein Adliger namens Czernin als Oberster Kammerherr des Königs Ottokar I. Přemysl erwähnt; es wird angenommen, dass er Besitzer von Chudenice war.
Die erste schriftliche Erwähnung von Chudenice erfolgte 1291 als Besitz des Drslav Czernin von Chudenitz. Die Familie Czernin von Chudenitz erwarb in West- und Mittelböhmen zahlreiche weitere Güter und teilte sich im 15. und 16. Jahrhundert in die Chudenitzer, Radnitzer, Taschlowitzer und Nedrahowitzer Linien, die sich im Laufe der Zeit weiter verzweigten und ihren Stammsitz Chudenice ohne Unterbrechung bis zum Jahre 1945 hielten.
Im Zuge der Besitzteilung zwischen den Brüdern Humprecht und Johann Czernin von Chudenitz wurde 1564 die Feste Chudenice erstmals schriftlich erwähnt. Die Feste fiel Humprecht als dem älteren Bruder zu, er ließ sie zum Ende des 16. Jahrhunderts zu einem Renaissanceschloss umgestalten. Auf Ansuchen von Humprecht Czernin von Chudenitz erhob Kaiser Rudolf II. am 2. Januar 1592 den von Bauern und Holzfällern bewohnten Ort zum untertänigen Städtchen und erteilte das Privileg zur Führung eines Wappens, das Siegelrecht sowie das Recht zur Abhaltung von zwei Jahrmärkten und einem Pferdemarkt. Tatsächliche städtische Strukturen entwickelten sich jedoch nur langsam. Nach 1678 fiel das Gut Chudenice dem Neuhauser Zweig der Familie Czernin von Chudenitz zu, der 1693 noch das erloschene Geschlecht der Slavata von Chlum und Koschumberg beerbte. Da diese hauptsächlich in Prag lebten, verlor das Schloss Chudenice seine Funktion als Herrensitz. Die erste Wahl eines Rates in Chudenitz ist aus dem Jahre 1688 überliefert. Zum Ende des 17. Jahrhunderts wurden in dem Städtchen ein Pranger und ein Gefängnis eingerichtet.
Die Grafen Czernin von und zu Chudenitz erweiterten das Gut im 17. und 18. Jahrhundert durch Zukäufe zu einer ausgedehnten Herrschaft. Unter Franz Josef Czernin von und zu Chudenitz, der zwischen 1710 und 1730 neben der Herrschaft Chudenitz auch die Herrschaften und Güter Schönhof, Kost, Welchau, Kosmanos, Schwihau, Unterholz, Austraschin, Petersburg, Neudek, Kamaik, Mallichau, Winor, Kostenblatt, Sedschitz, Miltschowes, Stepanow, Engelsburg, Gießhübl, Rabenstein an der Schnella und Schmiedeberg im Riesengebirge sowie als Pfand die Kronherrschaft Melnik besaß, erreichte der Grundbesitz der Grafen Czernin seine größte Ausdehnung. Als Sommersitz diente das in dieser Zeit errichtete Jagdschloss Chocomyšl. Zwischen 1722 und 1729 entstand auf dem Žďár nach Plänen des Baumeisters Franz Maximilian Kaňka die barocke Wallfahrtskirche St. Wolfgang. An der Eisen-Schwefel-Quelle am Fuße des Žďár, die wegen der ihr zugeschriebenen Heilkraft das Ziel von Wallfahrten bildete und von der eine Treppe auf den St. Wolfgangberg führte, ist seit 1783 ein Badehaus nachweislich. Johann Rudolf Czernin von und zu Chudenitz ließ zwischen 1792 und 1794 das hölzerne Badehaus durch ein steinernes ersetzen, für das sich bald der Name Lázně pod Wolfgangem etablierte. Nach dem Brand des Jagdschlosses Chocomyšl ließ Eugen Karl Czernin von und zu Chudenitz anstelle des Badehauses in den Jahren 1821–1824 als neuen Sommersitz der Familie das Schloss Lázeň – St. Wolfgang erbauen. Zwischen 1823 und 1826 legte der Landschaftsgärtner Johann Christian Thumstängler um das Schloss einen englischen Park an. Zugleich entstand in den Jahren 1825 bis 1826 westlich des Schlosses ein neues Kurhaus. Das Schloss Lázeň – St. Wolfgang entwickelte sich zu einem Zentrum des geistigen und kulturellen Lebens in Böhmen, zu den Gästen von Eugen Karl Czernin gehörten u. a. František Ladislav Rieger, Josef Dobrovský, František Palacký, František Ladislav Čelakovský und Kaspar Maria von Sternberg. Bis zur Mitte des 19. Jahrhunderts bildete Chudenitz das Zentrum der Herrschaft Chudenitz.
Nach der Aufhebung der Patrimonialherrschaften bildete Chuděnice/Chudenitz ab 1850 eine Marktgemeinde im Gerichtsbezirk Klattau. Ab 1868 gehörte Chuděnice zum Bezirk Klattau. Zu dieser Zeit hatte Chudenitz 1100 Einwohner, im Ort gab eine Runkelrübenzuckerfabrik. Seit 1924 führt der Ort den amtlichen Namen Chudenice. Nach dem Ende des Zweiten Weltkrieges wurde 1945 der aus dem Hohenelber Familienzweig stammende Eugen Alfons Czernin von und zu Chudenitz und Morzin, der die deutsche Staatsangehörigkeit angenommen hatte, durch die Beneš-Dekrete enteignet und vertrieben. Nach 1948 verlor Chudenice seinen Status als Minderstadt. 1961 wurde Býšov von Přetín nach Chudenice umgemeindet. Am 1. Juli 1975 erfolgte die Eingemeindung von Bezpravovice, Lučice und Slatina. 1976 kamen noch Poleň, Poleňka, Liška, Mlýnec und Zdeslav sowie 1980 Ježovy, Trnčí und Chlumská als Ortsteile hinzu, die 1990 sich wieder loslösten. Am 10. Oktober 2006 wurde der Status von Chudenice als Městys erneuert.

## Gemeindegliederung
Die Gemeinde Chudenice besteht aus den Ortsteilen Bezpravovice (Prawowitz), Býšov (Wischow, auch Wischau), Chudenice (Chudenitz), Lučice (Lutschitz) und Slatina (Slatin, 1939–45: Moor). Zu Chudenice gehören außerdem die Ansiedlungen und Einschichten Bažantnice (Oberförsterei), Bělýšov (Biletschow), Lázeň (Badhaus), Podskalí (Podskal), Poličov (Politschau) und Výšensko (Wischensko).
Das Gemeindegebiet gliedert sich in die Katastralbezirke Bezpravovice, Chudenice, Lučice u Chudenic und Slatina u Chudenic.

## Sehenswürdigkeiten
- Altes Schloss Chudenice, nördlich des Stadtzentrums von Chudenice. Im 12. bzw. 13. Jahrhundert entstand an der Stelle die Feste der Herren Czernin von Chudenitz. Sie wurde zum Ende des 16. Jahrhunderts unter Humprecht Czernin von Chudenitz zu einem Renaissanceschloss umgebaut. Nach 1678 diente das Schloss als Amtssitz der Herrschaft. Im Jahre 1776 ließ Prokop Adalbert Czernin von Chudenitz das Schloss durch den Baumeister Carl Balling umgestalten. Nach der Enteignung der Grafen Czernin-Morzin diente das Schloss ab 1945 als Forstamt und Wohnhaus für Forstleute. 1948 wurde es der Gemeinde Chudenice übertragen. Diese holte das Dobrovský-Museum vom Turm Bolfánek in das Schloss, außerdem wurden darin ein Kino, Wohnungen, die JZD-Küche, die Gemeindebücherei sowie ein Klub des Sozialistischen Jugendverbandes untergebracht. Seit 2000 werden das Erdgeschoss und der erste Stock als Museum genutzt. Im Dobrovský-Museum sind u. a. die Schlossbibliothek sowie Möbel der Grafen Czernin aus dem Schloss Lázeň, Ausstellungen über Jaroslav Kvapil und Jan Roubal zu sehen.
- Schloss Lázeň – St. Wolfgang, südwestlich von Chudenice. Das zum Ende des 18. Jahrhunderts erbaute Barockschloss wurde in den Jahren 1864–1870 im Empirestil umgestaltet. Zwischen 1906 und 1909 ließ Eugen Graf Czernin vom Teplitzer Architekten Max Loose von Lozinfeldt einige Umbauten durchführen, bei denen das Schloss sein heutiges Aussehen erhielt. Nach der Enteignung der Grafen Czernin-Morzin im Jahre 1945 wurde das Schloss der Brauerei Pilsen übertragen, die es als Betriebsferienheim und nach der Samtenen Revolution als Hotel nutzte. Nach einem außergerichtlichen Vergleich mit der Plzeňský Prazdroj a. s. erhielt Karl Eugen Czernin 2009 das Schloss zurück. Er ließ den 1825 angelegten und in der zweiten Hälfte des 20. Jahrhunderts zerstörten englischen Park um das Hotel wiederherstellen. Der im Park befindliche Teich Kvapilovo jezírko inspirierte Jaroslav Kvapil zu der Geschichte für das Libretto der Oper Rusalka.
- Gotische Kirche Johannes des Täufers, sie entstand im 14. Jahrhundert anstelle eines älteren Vorgängerbaus. In der Kirche befindet sich der 1505 von einem unbekannten Meister geschaffene Chudenitzer Altar.
- Friedhofskapelle der hl. Anna, westlich von Chudenice am Fuße des Žďár. Der spätbarocke Bau entstand 1766.
- Kapelle des St. Wolfgang auf dem Žďár, errichtet 1772 als Anbau an die erloschene Wallfahrtskirche
- Aussichtsturm Bolfánek auf dem Žďár, der 45 m hohe Turm war ursprünglich der Kirchturm der 1722–1729 erbauten barocken Wallfahrtskirche St. Wolfgang. Nachdem die Wallfahrtskirche im Zuge der Josephinischen Reformen aufgehoben worden war, verfiel sie und wurde mit Ausnahme des Turmes und der Kapelle bis auf die Grundmauern abgebrochen.
- Statuen der hll. Johannes und Paulus, geschaffen von Ignaz Franz Platzer
- Chaluppen Nr. 18, 28 und 58 sowie Haus Nr. 15, in Volksbauweise errichtete Baudenkmale
- Schlosslinde im Vorhof des Alten Schlosses, der etwa 200-jährige geschützte Baum hat einen Stammumfang von 3 m.
- Chudenitzer Linde, der geschützte Baum steht an einem Wegkreuz südlich von Chudenice neben einer Kapelle und wurde 1866 anlässlich der Beendigung des Deutschen Krieges gepflanzt.
- Nationales Naturdenkmal Americká zahrada, westlich von Chudenice auf dem Žďár. Er wurde 1828 als Baumschule für den englischen Garten in Lázeň – St. Wolfgang angelegt. Eugen Karl Czernin von und zu Chudenitz ließ ihn 1842 zu einer Sammlung ausländischer Gehölze umgestalten.
- Naturdenkmal Chudenická bažantnice, beim Hegerhaus Bažantnice, der frühere herrschaftliche Fasangarten ist seit 1933 auf einer Fläche von 15,5 ha geschützt.
- Naturreservat Bělýšov, südöstlich von Chudenice.

## Persönlichkeiten

### Söhne und Töchter der Gemeinde
- František Hůrka (1726–1795), böhmischer Komponist und Kantor
- Joseph Reicha (1752–1795), böhmischer Cellist und Komponist
- Josef Martin Hurka (1756–nach 1800), böhmischer Komponist und Cellist
- Johann Ferdinand Pokorný (1797–1870), böhmischer Kapellmeister, Chorleiter und Musikdokumentar
- Václav Rubeška (1854–1933), tschechischer Gynäkologe und Tokologe, Professor an der Karls-Universität Prag, Begründer der tschechischen gynäkologischen Schule.
- Jaroslav Kvapil (1868–1950), tschechischer Dichter und Theaterdramaturg
- Jan Roubal (1880–1971), tschechischer Entomologe
- Vladimír Josef Roubal (1884–1936), tschechoslowakischer Legionär und Journalist
- Josef Pešek (1884–1953), tschechoslowakischer General, nach dem Februarumsturz wurde er der Spionage beschuldigt und zu zwölf Jahren Zuchthaus verurteilt. Pešek verstarb im Gefängnis Leopoldov.

### In Chudenice lebten und wirkten
- Přibík Pulkava, wirkte ab 1378 als Pfarrer in Chudenice
- Josef Souhrada (1838–1892), tschechischer Schriftsteller. Souhrada war ab 1864 Kaplan und ab 1884 Pfarrer in Chudenice. Während der Pockenepidemie von 1892 infizierte er sich beim Sterbesakrament und starb als letztes Opfer der Pocken in Chudenice.